# Cophixalus ateles
Cophixalus ateles ist eine Amphibienart aus der Familie der Engmaulfrösche (Microhylidae).

## Merkmale
Die Art erreicht eine Länge von 15 Millimetern. Die Körperoberseite ist braun oder grau. Der Vorderkopf ist oben und an den Seiten in der Regel gelblich. Zuweilen ist ein gebogener, schwärzlicher Dorsolateralstreifen vorhanden, manchmal auch eine helle Längslinie oder ein breiter heller Streifen in der Rückenmitte. Die Unterseite ist braun oder schwärzlich. Der Kopf ist breiter als lang. Der Vorderkopf ist abgerundet, schwach vorspringend und etwas kürzer als der Augendurchmesser. Der Canthus rostralis ist stark. Die Zügelregion ist etwas schief und vertieft. Der Interorbitalraum ist etwas breiter als ein oberes Augenlid. Das Trommelfell ist deutlich erkennbar und halb so breit wie der Augendurchmesser. Der erste Finger ist sehr kurz aber noch nicht halb so lang wie der zweite und an der Spitze nicht verbreitert. Die Haftscheiben der übrigen Finger sind sehr groß, breiter als lang, doppelt so breit wie die Finger, halb so breit wie das Auge und größter als die Haftscheiben der nicht durch Schwimmhaut verbundenen Zehen. Die Subarticularhöcker sind flach und undeutlich. Bei nach vorn an den Körper angelegtem Hinterbein reicht das Tibiotarsalgelenk bis zum Auge. Auf der Körperoberseite sind kleine Warzen und Längsfalten vorhanden. Die Unterseite ist glatt.

## Vorkommen
Cophixalus ateles ist nur von der Westseite des Mount Obree in der Central Province in Papua-Neuguinea in Höhenlagen von 600 bis 1800 Meter bekannt.

## Systematik
Cophixalus ateles wurde 1898 von George Albert Boulenger als Sphenophryne ateles erstbeschrieben. Parker stellte die Art 1934 in die Gattung Cophixalus.

## Gefährdung
Cophixalus ateles wird von der IUCN als „Data Deficient“ (ungenügende Datengrundlage) eingestuft.